# Martin Kessel
Martin Kessel (né le 14 avril 1901 à Plauen et mort le 14 avril 1990  à Berlin) est un écrivain allemand du XXe siècle.

## Biographie
Natif de Plauen, après avoir obtenu son baccalauréat, Martin Kessel étudie la philosophie, la littérature, le théâtre et l'histoire de l'art dans les universités de Berlin, Munich et Francfort-sur-le-Main. Sa thèse de doctorat obtenu à Francfort-sur-le-Main porte sur l'oeuvre de Thomas Mann. Il s'installe à Berlin en 1923.
Kessel, auteur de prose narrative critique contemporaine, principalement berlinoise, ainsi que d'essais, d'aphorismes et de poèmes, a été membre du PEN-Zentrum de la République fédérale d'Allemagne à partir de 1951, de l'Académie allemande de langue et de littérature de Darmstadt à partir de 1954, ainsi que de l'Académie des beaux-arts de Berlin et de l'Académie bavaroise des beaux-arts de Munich à partir de 1959.
En 1961, il reçoit la Croix du Mérite.

## Œuvres
Ses œuvres ne sont pas traduites en français.
- Mensch-Werdung, Leipzig 1921
- Gebändigte Kurven, Frankfurt a. M. 1925
- Studien zur Novellentechnik Thomas Manns, Frankfurt a. M. 1926
- Betriebsamkeit, Frankfurt a. M. 1927
- Eine Frau ohne Reiz, Berlin 1929
- Herrn Brechers Fiasko, Stuttgart [u. a.] 1932
- Willkommen in Mergenthal, Berlin-Wilmersdorf 1935
- Romantische Liebhabereien, Braunschweig 1938
- Die Schwester des Don Quijote, Braunschweig 1938
- Erwachen und Wiedersehn, Berlin 1940
- Essays und Miniaturen, Stuttgart [u. a.] 1947
- Aphorismen, Stuttgart [u. a.] 1948
- Die epochale Substanz der Dichtung, Mainz 1950
- Gesammelte Gedichte, Hamburg 1951
- Musisches Kriterium, Mainz 1952
- In Wirklichkeit aber …, Berlin 1955
- Eskapaden, Darmstadt [u. a.] 1959
- Gegengabe, Darmstadt [u. a.] 1960
- Kopf und Herz, Neuwied a. Rh. [u. a.] 1963
- Lydia Faude, Neuwied [u. a.] 1965
- Ironische Miniaturen, Mainz 1970
- Alles lebt nur, wenn es leuchtet, Mainz 1971
- Ehrfurcht und Gelächter. Literarische Essays. v. Hase & Koehler, Mainz 1974 („Die Mainzer Reihe“, Bd. 37; Digitalisat im Internet Archive)
- Am Laubenheimer Platz. Friedenauer Presse, Berlin 2010,  (ISBN 978-3-932109-65-2)

## Récompenses et distinctions
- 1951 : Deutscher Kritikerpreis[4]
- 1954 : prix Georg-Büchner[2]
- 1961 : prix Fontane[2]